# Xã Bryan, Quận Thurston, Nebraska
Xã Bryan (tiếng Anh: Bryan Township) là một xã thuộc quận Thurston, tiểu bang Nebraska, Hoa Kỳ. Năm 2010, dân số của xã này là 110 người.